# 官職
官職（かんしょく）とは、官吏の職のことをいう。具体的には以下の通りに分類される。また、官職の名称のことを官名（かんめい）という。
1. 官と職。官とは職務の一般的種類のことを指し、職は担当すべき職務の具体的範囲を示す呼び方のこと。
2. 国家公務員に割り当てられる役職のこと。日本では主に行政府、司法府の常勤職員及び非常勤職員に対して用いられ、立法府ではあまり用いられない。
3. 官吏の担当する職務の一般的な分類である官と、その下の具体的な類別である職のこと。
4. 官制上の地位のこと。

## 概要
上記の通り、官職とは「官」と「職」である。和漢の籍にその由来を求めれば、古代中国では官とは『説文』に曰く「吏、君に仕えるなり」といい、『周礼』に曰く「自ら臣属を置きて家を治むるを謂うなり」とある。また、職は『増韻』に曰く「執掌なり」といい、『爾雅釈詁』に「職は主なり」とあり、官と職は分けて考えられた。日本も隋唐に倣い律令制を導入する中で官職という概念が取り入れられ、『官位令義解』には「大臣以下書吏以上を官と曰う」とし『職員令義解』には「職は職司なり」と区別している。しかし、『和名抄』（倭名類聚抄）では太政大臣、左右大臣以下を職名の部に入れる一方、官省寮司職を官名の部に入れるなど必ずしも明確な区別はついていなかったともいわれている。また、中世以降、朝廷の官を職といい、幕府のを役という説もあるが、これも明確な区別とは言い難い。
官職制度・システムのことを職制（しょくせい）とも呼ぶ。戦前において、小中村清矩が、天皇が定めた役職を「官職」、幕府など臣下がみだりに定めた役職を「職制」と呼んで、大義名分に基づいて峻別したと唱えたが、戦後に瀧川政次郎らから批判された。
古来より今日まで官職に任ぜられることを任官という。官職から退くことは古くは辞官ともいい、今日では退官というが、法律上は退職に改められており、憲法に退官と定める裁判官などは別として退職というのが一般的である。また、官職を罷免されることを免官ともいう。なお、特に封建社会において見られた傾向として、官職を欲し贈収賄が行われることを売官、猟官ともいった。
今日でも国家公務員の職を官職というのが常であり、例えば非常勤の国家公務員を採用する際、任命される職名及び処遇を採用予定官職として掲示することが多い。
また、国立大学法人化した国立大学の幹部職員については、人事権を持つ文部科学省により、本省または民間人を配することから、移動官職ともいわれている。